# Teresa Bell
Teresa Bell (geboren als Teresa Zarzeczny am 28. August 1966 in Washington Crossing, Pennsylvania) ist eine ehemalige Leichtgewichts-Ruderin aus den Vereinigten Staaten, die 1996 eine olympische Silbermedaille gewann.

## Karriere
Bei den Weltmeisterschaften 1991 in Wien gewannen Lindsay Burns und Teresa Zarzeczny die Silbermedaille im Leichtgewichts-Doppelzweier hinter dem deutschen Boot. 1992 in Montreal siegten die Deutschen vor den Kanadierinnen, dahinter erkämpften Sanya Remmler-Suddeth und Teresa Zarzeczny die Bronzemedaille. Bei den Weltmeisterschaften 1993 in Račice u Štětí trat Zarzeczny im Leichtgewichts-Einer an und belegte den vierten Platz. 1994 in Indianapolis ruderten wieder Burns und Zarzeczny im Leichtgewichts-Doppelzweier, hinter den Kanadierinnen und den Chinesinnen erhielten sie die Bronzemedaille. 1995 belegten Burns und Zarzeczny bei den Weltmeisterschaften in Tampere den siebten Platz.
1996 fand die olympische Premiere des Leichtgewichts-Ruderns statt. Nach ihrer Heirat trat Teresa Bell zusammen mit Lindsay Burns bei der olympischen Regatta in Atlanta an und gewann sowohl ihren Vorlauf als auch ihr Halbfinale. Im Finale siegten die Rumäninnen Constanța Burcică und Camelia Macoviciuc mit fast zwei Sekunden Vorsprung auf die beiden Amerikanerinnen. 1997 belegte Bell bei den Weltmeisterschaften noch einmal den fünften Platz im Leichtgewichts-Doppelzweier.